# Afromecopoda
Afromecopoda is een geslacht van rechtvleugeligen uit de familie sabelsprinkhanen (Tettigoniidae). De wetenschappelijke naam van dit geslacht is voor het eerst geldig gepubliceerd in 1940 door Uvarov.

## Soorten
Het geslacht Afromecopoda omvat de volgende soorten:
- Afromecopoda austera Karsch, 1893
- Afromecopoda frontalis Walker, 1871
- Afromecopoda preussiana Karsch, 1891